# Pediasia luteella
Pediasia luteella là một loài bướm đêm trong họ Crambidae.

## Hình ảnh

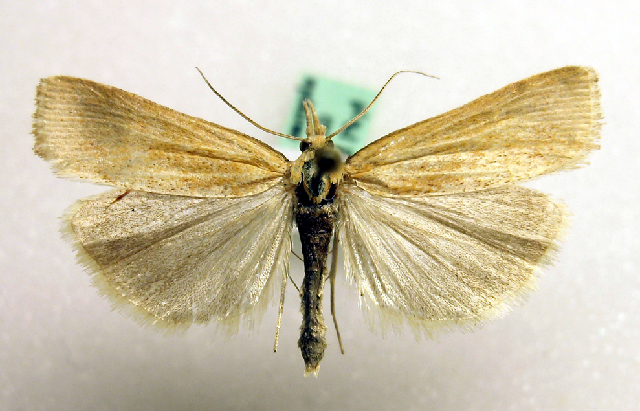
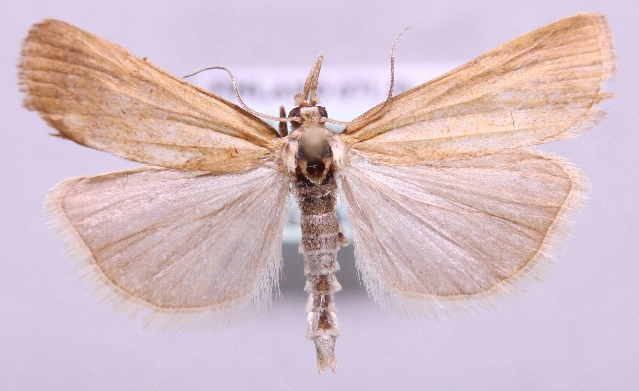